# Campeonato Asiático de Atletismo de 2019 - 10000 m masculino
A prova dos 10000 metros masculino do Campeonato Asiático de Atletismo de 2019 foi disputada no dia 21 de abril de 2019 no Estádio Internacional Khalifa em Doha, no Catar. 

## Recordes
Antes desta competição, os recordes mundiais e do campeonato nesta prova eram os seguintes:
|                       | Nome                  | Nacionalidade | Tempo      | Local     | Data                   |
| --------------------- | --------------------- | ------------- | ---------- | --------- | ---------------------- |
| Recorde mundial       | Kenenisa Bekele       | Etiópia       | 26m 17s 53 | Bruxelas  | 26 de agosto de 2005   |
| Recorde do campeonato | Ali Hasan Mahboob     | Bahrein       | 28m 23s 70 | Guangzhou | 14 de novembro de 2009 |
| Recorde asiático      | Abdullah Ahmad Hassan | Catar         | 26m 38s 76 | Bruxelas  | 5 de setembro de 2003  |

## Medalhistas
| Ouro               | Prata              | Bronze                  |
| Dawit Fikadu (BHR) | Hassan Chani (BHR) | Gavit Murli Kumar (IND) |

## Cronograma
Todos os horários são locais (UTC+3)
| Data        | Hora  | Evento |
| ----------- | ----- | ------ |
| 21 de abril | 20:45 | Final  |

## Resultado final
| Posição           | Atleta                  | Nacionalidade          | Tempo    | Notas                |
| ----------------- | ----------------------- | ---------------------- | -------- | -------------------- |
| Medalha de ouro   | Dawit Fikadu            | Bahrein                | 28:26.30 | Recorde pessoal      |
| Medalha de prata  | Hassan Chani            | Bahrein                | 28:31.30 | Recorde da temporada |
| Medalha de bronze | Gavit Murli Kumar       | Índia                  | 28:38.34 | Recorde pessoal      |
| 4                 | Tetsuya Yoroizaka       | Japão                  | 28:44.86 |                      |
| 5                 | Duobujie                | China                  | 28:57.31 | Recorde da temporada |
| 6                 | Hiroki Abe              | Japão                  | 29:17.47 |                      |
| 7                 | Peng Jianhua            | China                  | 29:40.32 | Recorde da temporada |
| 8                 | Abhishek Pal            | Índia                  | 29:51.28 |                      |
| 9                 | Jalil Nasseri           | Irão                   | 30:06.16 | Recorde pessoal      |
| 10                | Mohammad Hashem         | Kuwait                 | 31:20.03 | Recorde da temporada |
| 11                | Noor Aldeen Al-Humaidha | Iêmen                  | 32:16.60 |                      |
| 12                | Hussain Fazeel Haroon   | Maldivas               | 32:46.14 | Recorde nacional     |
| 13                | Berdigul Aitpaiuulu     | Quirguistão            | 33:09.04 | Recorde da temporada |
| 14                | Vann Pheara             | Camboja                | 35:06.66 | Recorde da temporada |
| 15                | Tariq Ahmed Al-Amri     | Arábia Saudita         | DNS      |                      |
| 15                | Mubarak Al-Marashda     | Emirados Árabes Unidos | DNS      |                      |

Legenda
| Recorde mundial       | Recorde mundial (World record)               |                       | Recorde africano                      | Recorde africano (African) |                                           | Q | Classificado por posição (Qualified) |
| Recorde do campeonato | Recorde do campeonato (Championship record)  | Recorde da América    | Recorde da América (Americas)         | q                          | Classificado por melhor tempo (Qualified) |   |                                      |
| Melhor marca do ano   | Melhor marca do ano (World leading)          | Recorde asiático      | Recorde asiático (Asian)              | DNS                        | Não largou (Did not start)                |   |                                      |
| Recorde nacional      | Recorde nacional (National record)           | Recorde europeu       | Recorde europeu (European)            | DNF                        | Não terminou (Did not finish)             |   |                                      |
| Recorde pessoal       | Recorde pessoal do atleta (Personal best)    | Recorde da Oceania    | Recorde da Oceania (Oceania)          | DSQ / DQ                   | Desclassificado (Disqualified)            |   |                                      |
| Recorde da temporada  | Recorde da temporada do atleta (Season best) | Recorde sul-americano | Recorde sul-americano (South America) | NM                         | Sem marca (No mark)                       |   |                                      |